# Alvin C. York
Alvin Cullum York (13 de dezembro de 1887 – 2 de setembro de 1964), conhecido como Sergeant York, foi o soldado mais bem condecorado dos Estados Unidos durante a Primeira Guerra Mundial. Entre várias comendações ele recebeu a Medalha de Honra após ter liderado um ataque contra uma posição alemã na Colina 223, destruindo 32 metralhadoras, matando 28 militares alemães e capturando outros 132. Este confronto aconteceu durante o ataque americano na Ofensiva Meuse-Argonne, na França, que fez parte das tentativas dos Aliados de quebrar a linha Hindenburg e adentrar a Alemanha.